# Cima Marana
La Cima Marana è una montagna della Catena delle Tre Croci nelle Piccole Dolomiti. Abbraccia l'intera parte montana del Comune di Crespadoro, in provincia di Vicenza. Alta 1554 metri, è una delle cime più basse delle Prealpi vicentine, anche se guardando dal fondo si ha l'opposta impressione a causa della sua diretta prospicienza sulla Valle del Chiampo. All'estremo limite di una vasta ripiegatura sugli 800 metri di quota racchiude Marana, l'omonimo paese.

## Leggende e credenze popolari
La credenza di tesori nascosti o dimenticati in tempi remoti è assai diffusa nella terra del Chiampo. Una di queste leggende parla di un Vitello d'oro di cima Marana.
Nel luogo detto Sella del Campetto (1548 m), fra cima Marana e il monte Elbele, verso la Cengia bianca, una legione romana aveva stabilito un importante presidio militare. Cima Marana infatti rappresenta un ottimo punto strategico in quanto domina le due valli del Chiampo e dell'Agno e permette l'osservazione di tutta la pianura vicentina e di buona parte di quella scaligera con la stessa città di Verona e il lato meridionale del Lago di Garda.
Si narra che poco prima del 100 a.C., durante una battaglia per arrestare l'invasione dei Teutoni in Italia, i soldati romani si piazzarono alla Sella del Campetto senza poter proseguire per la forte ed insidiosa guerriglia. A scopo propiziatorio, i legionari si fecero inviare da Roma un Vitello d'oro sulla cui protezione facevano sicuro affidamento. L'aureo, ricchissimo feticcio non riuscì però a propiziarsi il fato. Un improvviso e forte attacco dei barbari li schiacciò, distruggendo inesorabilmente il campo romano. Poco prima della battaglia finale il Vitello d'oro venne segretamente occultato e più nessuno lo ritrovò. Non lo carpirono i vittoriosi Teutoni, che affannosamente lo cercarono accompagnandosi nelle perlustrazioni con i loro potenti canti arcani. Non lo ritrovarono neanche i Goti e i Longobardi che in seguito ripresero il dominio di quel luogo.
Quando, alla fine del II secolo d.C., anche nella Valle del Chiampo arrivò la nuova religione portata da san Prosdocimo, la gente delle montagne cominciò a dire che il sacro idolo era passato nelle mani del diavolo. E chiunque si fosse azzardato a recuperarlo avrebbe improvvisamente perso conoscenza e sarebbe precipitato fra le rupi.
Molti anni fa, forse in epoca medioevale, venne organizzata una grossa battuta per la ricerca dell'aureo Vitello; ma non appena iniziarono gli scavi, il guardingo spirito delle tenebre provocò lo scatenamento di una violenta e copiosa grandinata mai vista prima. La squadra dovette squagliarsela, abbandonando anche l'idea di nuove eventuali future ricerche.
Secondo un'arcana credenza, il diavolo ogni cento anni ritorna ad ispezionare quel Vitello d'oro, lo esamina e lo espone al sole. Fino a qualche tempo fa questa convinzione era talmente radicata nella popolazione, al punto che molti valligiani assicuravano di aver visto sulle scoscese rocce del Marana brillare sotto i raggi del sole il mitico idolo.
Tracce circa la presenza romana su questa montagna si trovano su alcuni scritti storici. Padre Gaetano Maccà nel suo libro datato 1813 annota che "...siavisi stato ne' vetusti tempi qualche tempio d'idoli...e medaglie antiche Romane di metallo..."
Alcune ricerche eseguite per iniziativa dell'erudito parroco di Fongara sul finire del secolo scorso, durante le quali pur non ritrovando il Vitello d'oro portarono alla scoperta di varie monete e di urne cinerarie romane, confermano la veridicità di questa antichissima e radicata credenza.